# Municipio de Buh
El municipio de Buh (en inglés: Buh Township) es un municipio ubicado en el condado de Morrison en el estado estadounidense de Minnesota. En el año 2010 tenía una población de 520 habitantes y una densidad poblacional de 5,59 personas por km².

## Geografía
El municipio de Buh se encuentra ubicado en las coordenadas 46°1′12″N 94°8′8″O / 46.02000, -94.13556. Según la Oficina del Censo de los Estados Unidos, el municipio tiene una superficie total de 93.1 km², de la cual 92,98 km² corresponden a tierra firme y (0,13 %) 0,12 km² es agua.

## Demografía
Según el censo de 2010, había 520 personas residiendo en el municipio de Buh. La densidad de población era de 5,59 hab./km². De los 520 habitantes, el municipio de Buh estaba compuesto por el 97,12 % blancos, el 0,19 % eran afroamericanos, el 0,38 % eran asiáticos, el 1,54 % eran de otras razas y el 0,77 % eran de una mezcla de razas. Del total de la población el 2,12 % eran hispanos o latinos de cualquier raza.